# Ministère de la Défense (Chypre)
Pour les articles homonymes, voir Ministère de la Défense.
Le ministère de la Défense est un ministère de la république de Chypre.
Le titulaire actuel est Michális Giorgállas, ministre de la Défense dans le gouvernement Christodoulídis.

## Histoire

### Ministre
Depuis le 1er mars 2023, Michális Giorgállas est le ministre de la Défense dans le gouvernement Christodoulídis.